# Kiril (Patriarch)

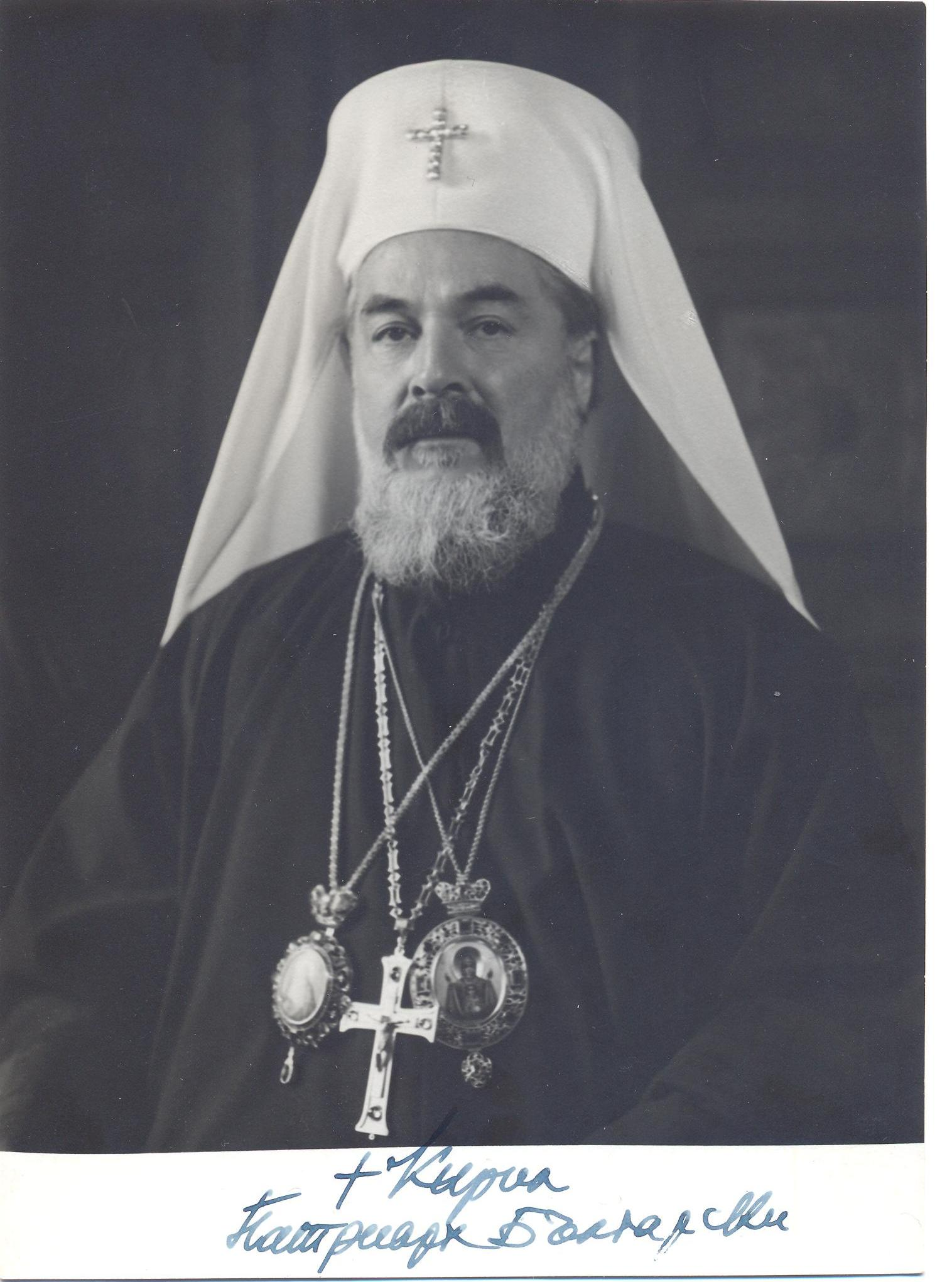
Kiril

Kiril (* 3. Januar 1901 in Sofia; † 7. März 1971 ebenda; weltlicher Name: Konstantin Markow Konstantinow, weitere Translation: Konstantin Markov Konstantinov, bulgarisch Константин Марков Константинов), auch Kyrill von Plovdiv genannt, war ein bulgarisch-orthodoxer Geistlicher. Von 1938 bis 1953 war er Metropolit von Plowdiw, von 1953 bis zu seinem Tod war er Patriarch.

## Leben
Konstantin Markow Konstantinow wuchs mit sechs Geschwistern im jüdischen Viertel Jutch Bunar von Sofia auf. Seine Familie war sehr christlich. Bevor er jedoch den christlichen Weg einschlug wurde er als Jugendlicher zunächst Kommunist und beteiligte sich an Protesten gegen die Regierung.
Anschließend studierte er an den Universitäten von Sofia, Belgrad und Berlin Theologie und Philosophie. Nach seiner Promotion wurde er von Metropolit Stefan zum Geistlichen geweiht und nahm den Namen Kiril an.
1938 wurde er zum Metropoliten von Plowdiw. Als Vertreter der Gleichheit aller Menschen stand er im Gegensatz zum Gesetzes zum Schutz der Nation und damit auch als Gegner des Nationalsozialismus während der Zeit der Zusammenarbeit von Bulgarien und dem Dritten Reich.
Im März 1943 bekundete Kiril öffentlich seine Solidarität mit der jüdischen Gemeinde von Plowdiw. Hintergrund war eine großangelegte Deportation von etwa 600 jüdischen Personen, die am 10. März stattfinden sollte. Die Personen wurden verhaftet und in einer jüdischen Schule festgehalten. Kiril wurde am frühen Morgen darüber informiert und wandte sich unmittelbar an den Zaren Boris III. Zusammen mit seinen Anhängern suchte er die Schule auf und verhinderte mit allen Mitteln, dass die jüdischen Personen deportiert wurden. Unter anderem kündigte er an, sich persönlich auf die Gleise zu legen, um eine Abfahrt zu verhindern. Tatsächlich gelang es ihm, die Deportation an diesem Tag zu verhindern. Die Festgenommenen wurden später freigelassen.

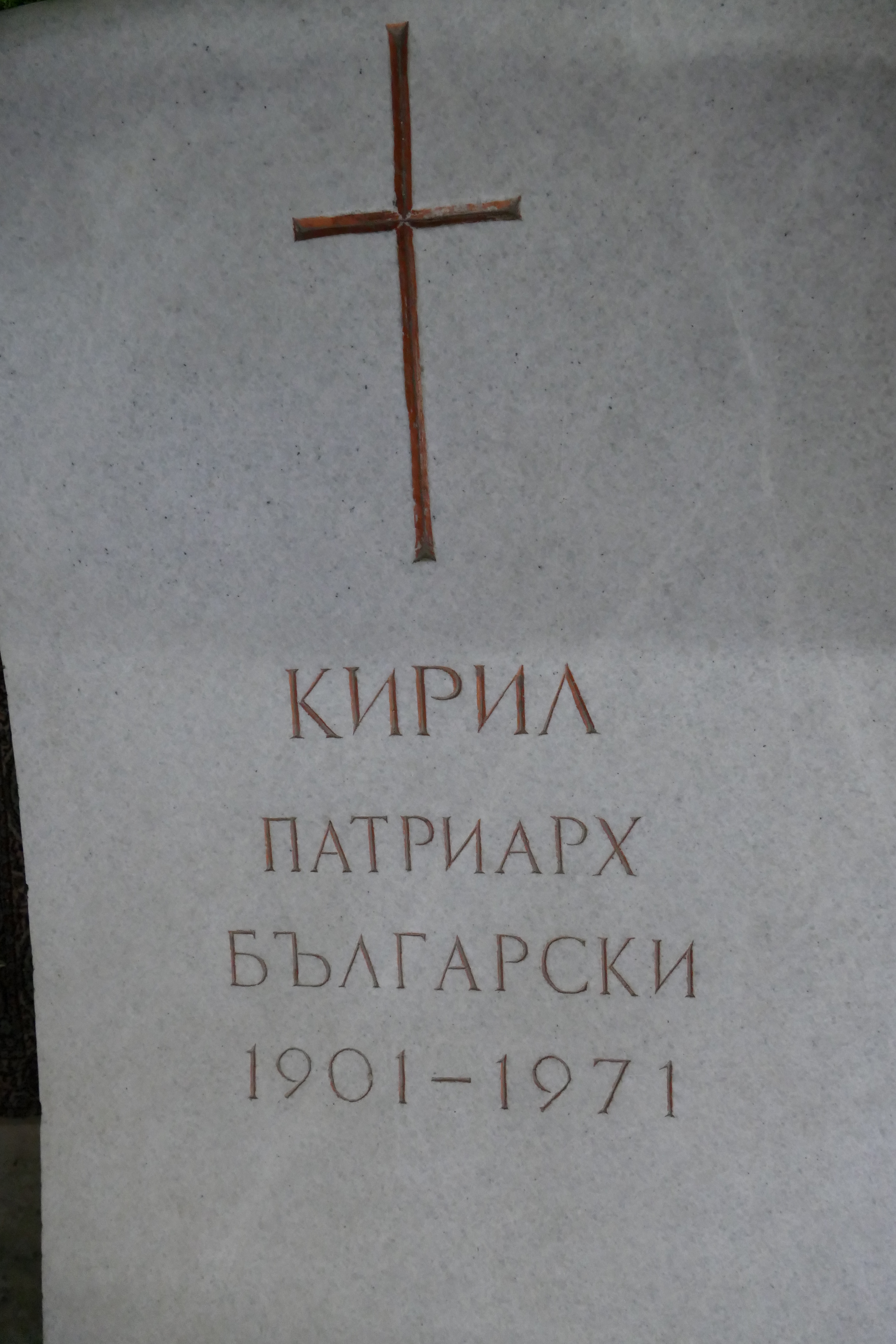
Grabstein des Patriarchen in der Kirche des Batschkowo Klosters

Im Mai 1944 intervenierte er erneut, als fünf Männer in Plowdiw verhaftet wurden, weil sie im Verdacht standen, sich der Partisanenbewegung angeschlossen zu haben. Er wandte sich an die örtliche Polizei und erreichte die sofortige Freilassung eines Mannes. Die vier weiteren Männer wurden im Laufe des Tages ebenfalls freigelassen.
1953 wurde Kiril der erste Patriarch der Bulgarisch-orthodoxen Kirche und wurde außerdem Metropolit von Sofia. Während seiner Amtszeit reiste er auch nach Israel. Kiril verstarb 1971 in Sofia und wurde im Kloster Batschkowo beigesetzt. Während des kommunistischen Regimes blieb sein Einsatz für seine jüdischen Mitbürger weitestgehend unbeachtet. 2001 wurde er postum von Yad Vashem als Gerechter unter den Völkern geehrt.